# 10號國道 (南非)
10號國道（N10）是南非一條幹線公路，北起與納米比亞接壤的邊境，斜貫南非中西部、南至伊莉莎白港止。全長906公里。